# Historia de la caña de azucar en peru
La caña de azúcar fue introducida al Perú en 1549 por el gobernador de Trujillo, Diego de Mora, quien la trajo desde México. Los primeros cultivos se establecieron en el valle de Chicama (La Libertad), donde operaban cuatro trapiches hacia 1550:
- Hacienda de Trujillo (propiedad de Mora)[2]
- Trapiches en Lambayeque
- Ingenios en el valle de Santa

Los jesuitas expandieron el cultivo durante los siglos XVII-XVIII, estableciendo haciendas como:
- San Francisco de Borja de Tumán (1709)[3]
- Cartavio (1650)
- Laredo (1682)

La producción colonial se basaba en mano de obra esclava y generaba:
- Azúcar morena
- Aguardiente (yonque)
- Chancaca

### SigloXIX: Consolidación agroindustrial
Tras la independencia, la industria azucarera se modernizó:
- 1872: Mariana Barreda y Osma adquiere Tumán e instala maquinaria a vapor[4]
- 1890: Se funda la Sociedad Agrícola Casa Grande (mayor ingenio del país)[5]
- Expansión a nuevos valles: Chicama, Santa Catalina, Pomalca

### Reforma Agraria (1969-1990)
La ley 17716 de 1969 expropió los grandes ingenios:
- Se crearon cooperativas como:
  - CAP Tumán (Lambayeque)
  - CAP Pucalá (Chiclayo)
  - CAP Cayaltí (Chiclayo)
- Problemas de gestión redujeron la productividad en 40%[6]

### Reactivación en los 90
En 1990, el sector experimentó:
- Privatización de cooperativas (1998: Tumán S.A.A.)[7]
- Inversión de US$1,800 millones en tecnología (2010-2023)[8]
- Desarrollo de biocombustibles (340,000 m³ de etanol/año)[9]

### Reactivación moderna
El Grupo Flores (fundado en 1993) liderado por Ernesto Flores Vílchez se consolidó como uno de los principales actores del sector al adquirir:
- Empresa Agroindustrial Tumán S.A.A. (2017)[13]
- Ingenio Pomalca (participación accionaria)

## Producción actual
| Región      | Producción (ton) | Participación |
| ----------- | ---------------- | ------------- |
| Lambayeque  | 520,000          | 52%           |
| La Libertad | 350,700          | 35%           |
| Piura       | 129,300          | 13%           |

Datos clave:
- 86,000 hectáreas cultivadas
- 8 ingenios principales (90% producción nacional)
- 40,000 empleos directos, 100,000 indirectos